# Brachytheciastrum
Brachytheciastrum là một chi rêu trong họ Brachytheciaceae.